# لانس بينتر
لانس بينتر (بالإنجليزية: Lance Painter)‏ هو لاعب كرة قاعدة أمريكي، ولد في 21 يوليو 1967 في بيدفورد في المملكة المتحدة.

## وصلات خارجية
- لانس بينتر على موقع دوري كرة القاعدة الرئيسي (الإنجليزية)
- لانس بينتر على موقعبيزبول رفرنس.كوم (الدوري الرئيسي) (الإنجليزية)
- لانس بينتر على موقعبيزبول رفرنس.كوم (الدوري الثانوي) (الإنجليزية)
- لانس بينتر على موقع إي إس بي إن.كوم (أم.أل.بي) (الإنجليزية)
- لانس بينتر على موقع مشجعي الرسوم البيانية (الإنجليزية)